# Pamulihan (Subang)
Pamulihan is een bestuurslaag in het regentschap Kuningan van de provincie West-Java, Indonesië. Pamulihan telt 2569 inwoners (volkstelling 2010).